# خاك بير زن (زرين غل)
خاك بیر زن (بالفارسية: خاک‌پیرزن) هي قرية تقع في إيران في قسم زرین غل الریفي. يقدر عدد سكانها بـ 180 نسمة بحسب إحصاء 2016.